# Albert Gemperli
Albert Gemperli (* 2. Juli 1893 in Rossrüti, heute: Wil; † 1. August 1982 in St. Gallen; heimatberechtigt in Oberuzwil und Niederglatt) war ein Schweizer Politiker (CVP).

## Leben
Gemperli besuchte in Sarnen das Gymnasium, bevor er sich einem Studium der Rechts- und Wirtschaftswissenschaften in Freiburg und Bern und 1922 promovierte. Von 1922 bis 1927 war er Angestellter und von 1927 bis 1932 war er Sekretär des Finanzdepartement des Kantons Thurgau. Danach wechselte er bis 1936 zum Vorsteher der Steuerverwaltung des Kantons St. Galen.
Von 1936 bis 1960 war Gemperli St. Galler Regierungsrat. Bei der Schweizer Parlamentswahlen 1947 wurde er für die konservativ-christlichsozialen Partei in den Nationalrat gewählt, dem er bis 1963 angehörte.